# Neo trance
La neo trance, également stylisée neo-trance parfois appelée nu trance ou minimal trance, est un genre dérivé de la musique trance.

## Histoire
L'un des premiers noms apparus dès l'émergence du genre est celui du DJ et producteur anglais James Holden, qui, en 2004, publiera sur son propre label le remix de la chanson The Sky Was Pink, morceau de son ami et collègue Nathan Fake. Le remix est considéré comme le premier morceau de neo trance. Dès lors, une grande partie de la presse spécialisée internationale considèrera Holden comme pionnier du neo trance,, ce que lui-même revendique.
En date, l'Allemagne reste le pays le plus prolifique du genre, en outre grâce à des labels tels que Traum, et en partie Kompakt. D'autres artistes tels que Stephan Bodzin, Oliver Huntemann, et Marc Romboy se proclament meneurs de la scène.

## Caractéristiques
La neo trance se traduit par une variété de mélodies, souvent en 3/4, basses incluses, qui donne une image « hypnotique ». Parmi les diverses influences, il convient de mentionner l'IDM, ainsi que les éléments de glitch parfois présents dans certains morceaux comme en témoigne l'EP Iceni Strings de Fake. Il convient également de souligner que le tempo dans le genre est généralement lent.